# Hugo Gaston
Hugo Gaston (Toulouse; 26 de septiembre de 2000) es un tenista profesional francés.

## Carrera
En diciembre de 2017, Gaston ganó el Campeonato Internacional de Tenis de Orange Bowl.
En 2018 ganó en la categoría dobles masculino en el Abierto de Australia con su compatriota Clément Tabur. El mismo año fue nombrado abanderado de Francia en los Juegos Olímpicos de la Juventud en Buenos Aires. Allí, Gaston ganó su primer título principal individual, así como dos medallas de bronce, con Clément Tabur en dobles masculino y con Clara Burel en dobles mixtos.
El 2 de octubre de 2020 obtuvo su mejor triunfo al derrotar por 2-6, 6-3, 6-3, 4-6 y 6-0 a Stanislas Wawrinka Nº 17 del mundo en la tercera ronda del torneo de Roland Garros. El 3 de noviembre de 2021, derrota a Pablo Carreño Busta, también ubicado en el puesto N° 17 del ranking, en el Masters de Paris por 6-7(3), 6-4 y 7-5.

## Títulos ATP (0; 0+0)

### Individual (0)
| Leyenda                         |
| Grand Slam (0)                  |
| ATP World Tour Finals (0)       |
| ATP World Tour Masters 1000 (0) |
| ATP World Tour 500 (0)          |
| ATP World Tour 250 (0)          |

#### Finalista (2)
| N.º | Fecha               | Torneo    | Superficie    | Oponente en la final | Resultado |
| --- | ------------------- | --------- | ------------- | -------------------- | --------- |
| 1.  | 25 de julio de 2021 | Gstaad    | Tierra batida | Casper Ruud          | 3-6, 2-6  |
| 2.  | 27 de julio de 2024 | Kitzbühel | Tierra batida | Matteo Berrettini    | 5-7, 3-6  |

## Títulos ATP Challenger

### Individuales (4)
| N.° | Fecha                   | Torneo  | Superficie    | Oponente en la final    | Resultado      |
| --- | ----------------------- | ------- | ------------- | ----------------------- | -------------- |
| 1.  | 13 de noviembre de 2022 | Roanne  | Dura (i)      | Henri Laaksonen         | 6-76, 7-5, 6-1 |
| 2.  | 16 de julio de 2023     | Iasi    | Tierra batida | Bernabé Zapata Miralles | 3-6, 6-0, 6-4  |
| 3.  | 23 de julio de 2023     | Trieste | Tierra batida | Francesco Passaro       | 6-3, 5-7, 6-2  |
| 4.  | 16 de junio de 2024     | Lyon    | Tierra batida | Alexandre Müller        | 6-2, 1-6, 6-1  |

### Finalista (5)
| N.° | Fecha                    | Torneo       | Superficie    | Oponente en la final | Resultado     |
| --- | ------------------------ | ------------ | ------------- | -------------------- | ------------- |
| 1.  | 25 de abril de 2021      | Roma 1       | Tierra batida | Andrea Pellegrino    | 6-3, 2-6, 1-6 |
| 2.  | 18 de julio de 2021      | Iasi         | Tierra batida | Zdeněk Kolář         | 5-7, 6-4, 4-6 |
| 3.  | 11 de septiembre de 2021 | Tulln        | Tierra batida | Mats Moraing         | 2-6, 1-6      |
| 4.  | 10 de octubre de 2021    | Barcelona    | Tierra batida | Dimitar Kuzmanov     | 3-6, 0-6      |
| 5.  | 19 de marzo de 2023      | Viña del Mar | Tierra batida | Thiago Seyboth Wild  | 5-7, 1-6      |

### Finalista (2)
| N.° | Fecha                | Torneo  | Superficie    | Pareja            | Oponentes en la final      | Resultado |
| --- | -------------------- | ------- | ------------- | ----------------- | -------------------------- | --------- |
| 1.  | 22 de agosto de 2020 | Todi    | Tierra batida | Elliot Benchetrit | Ariel Behar Andrey Golubev | 4-6, 2-6  |
| 2.  | 29 de agosto de 2020 | Trieste | Tierra batida | Tristan Lamasine  | Ariel Behar Andrey Golubev | 4-6, 2-6  |

## Finales de Grand Slam junior

### Dobles: 1 (1 título)
| Resultado | Año  | Torneo               | Superficie | Compañero     | Oponente                     | Marcador |
| --------- | ---- | -------------------- | ---------- | ------------- | ---------------------------- | -------- |
| Victoria  | 2018 | Abierto de Australia | Dura       | Clément Tabur | Rudolf Molleker Henri Squire | 6–2, 6–2 |